# Vampire: Darkstalkers Collection
Vampire: Darkstalkers Collection (ヴァンパイア ダークストーカーズコレクション, Vanpaia Dakusutazu Korekushon) est un jeu vidéo de combat développé et édité par Capcom, sorti en 2005 en PlayStation 2. Il comprend les 5 jeux de la série Darkstalkers. Il a été réédité en 2008 dans une compilation comprenant aussi Hyper Street Fighter II: The Anniversary Edition.

## Système de jeu
Vampire: Darkstalkers collection comprend les 5 jeux de la série Darkstalkers: Darkstalkers: The Night Warriors, Night Warriors: Darkstalkers' Revenge, Vampire Savior: The Lord of Vampire, Vampire Hunter 2: Darkstalkers' Revenge et Vampire Savior 2: The Lord of Vampire dans leurs version arcade, ainsi qu'une version bonus des 3 derniers, comprenant une version alternative des personnages de Donovan, Dee, en tant que personnages secrets et leur ajoutant un scénario inédit.
Il est possible de débloquer des artworks pour la galerie d'image, en remplissant certaines conditions,.